# Сабуни, Имад Абдул-Гани
Имад Абдул-Гани Сабуни (араб. عماد عبد الغني الصابوني‎; род. 1964, Дамаск) — сирийский государственный деятель. С декабря 2007 по август 2014 года работал министром связи и технологий Сирии.

## Биография
Родился в Дамаске в 1964 году. Получил докторскую степень в Политехническом институте Гренобля. Также имеет степень инженера, которую получил в Высшей национальной школе телекоммуникаций во французском городе Бресте. С 2003 по 2006 год работал генеральным директором Сирийского предприятия электросвязи, а затем стал председателем Сирийского компьютерного общества. Кроме того, работал советником министра связи и технологий и участвовал в составлении словаря компьютерных терминов, издаваемого Сирийским компьютерным обществом. 
Член сирийского секретариата Технического комитета по использованию арабского языка в информационных технологиях. Участвовал в рабочих группах Лиги арабских государств, Международного союза электросвязи и Экономической и социальной комиссии Организации Объединённых Наций для Западной Азии (ЭСКЗА-ООН).

## Личная жизнь
Женат, имеет двоих дочерей. 